# Srbulja

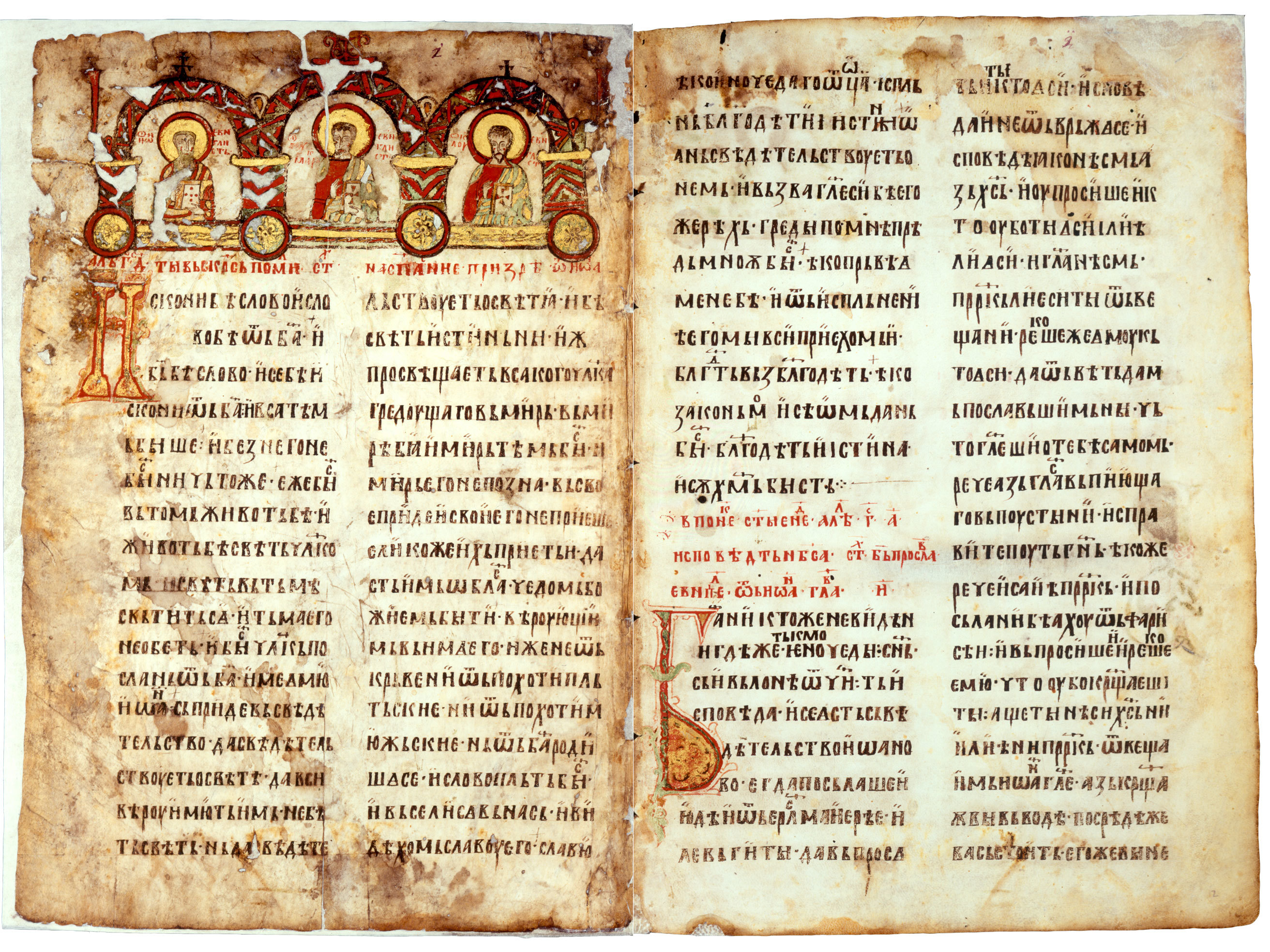
Evanghelia lui Miroslav, manuscris medieval sârb din secolul al XII-lea

O srbulјa (în sârbă србуља, la plural srbulje) este o carte liturgică scrisă sau tipărită în versiunea sârbă a slavonei bisericești (sârbo-slavonă), care a fost limba scrisă a sârbilor începând din secolul al XII-lea și până în anii 1830. Termenul a fost folosit pentru prima dată de Vuk Karadžić în 1816 pentru a diferenția cărțile liturgice scrise în versiunea sârbă a slavonei de cele scrise în versiunea rusă a slavonei, care au înlocuit treptat srbulje la începutul secolului al XIX-lea.
Până la sfârșitul secolului al XV-lea srbulje erau doar cărți scrise. Începând din 1494 (Octoihul de la Cetinje) și până în 1570 mai multe tipografii au tipărit srbulje.

## Etimologie

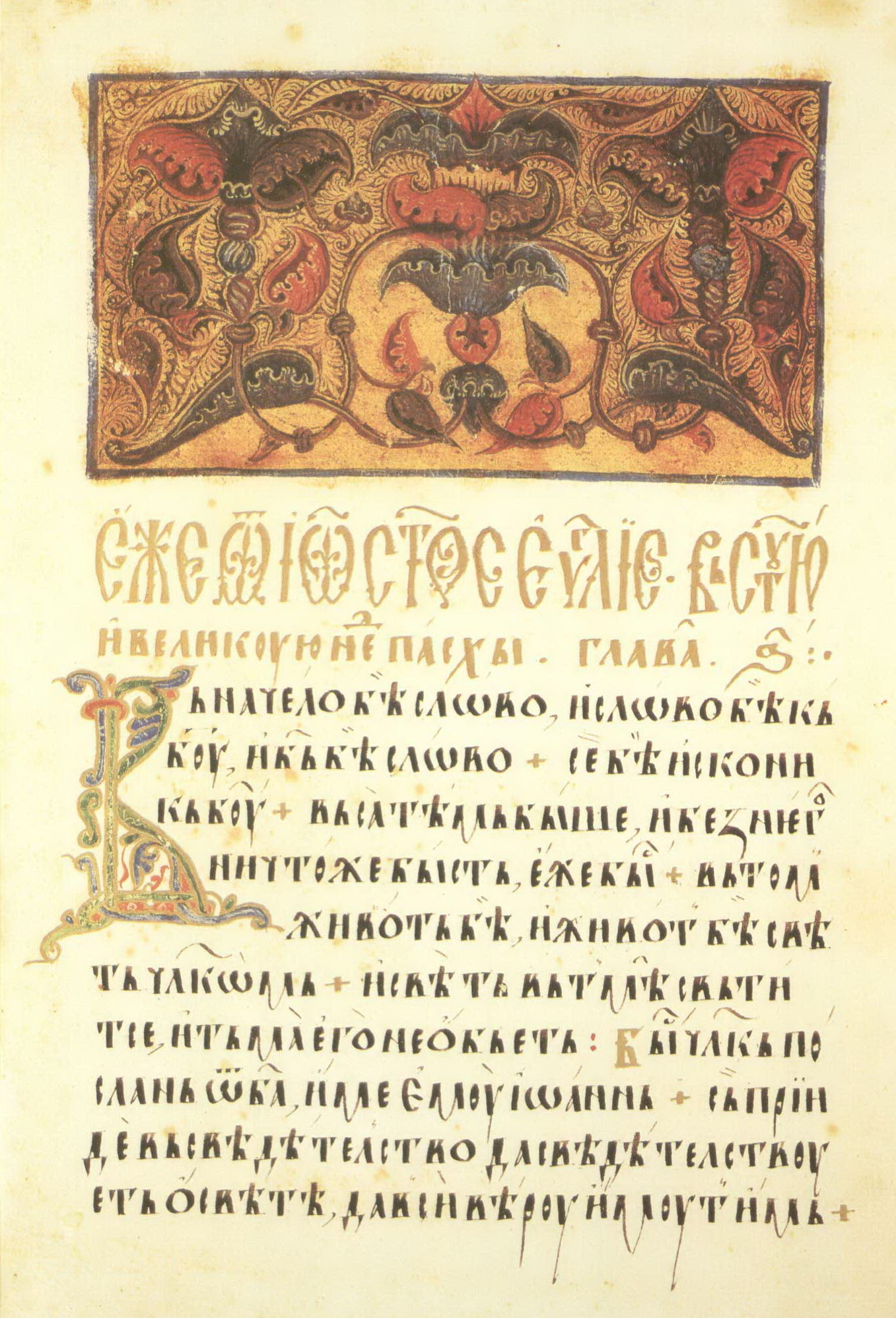
Evanghelia lui Radoslav, manuscris medieval sârb din secolul al XV-lea

Cea mai veche mențiune a termenului se află într-o scrisoare adresată de Vuk Karadžić lui Jernej Kopitar la 1 august 1816. Unul dintre motivele pentru folosirea unui anumit nume pentru cărțile vechi scrise sau tipărite în limba sârbă a fost pentru a le diferenția de cărțile liturgice scrise în limba rusă.

## Istorie

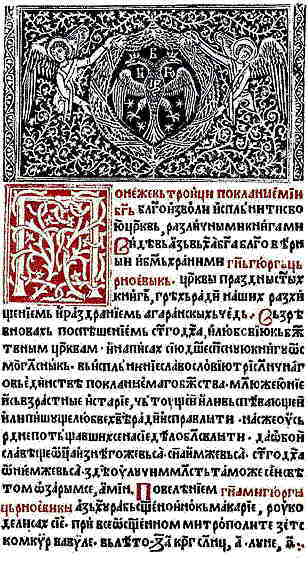
Octoihul de la Cetinje, incunabul sârb din 1494

Srbulje au fost publicate în formă tipărită în secolele al XV-lea și al XVI-lea. Istoria tipăririi cărților în limba sârbă timpurie este legată de situația istorică a teritoriului populat de sârbi. Când s-a inventat tiparul, o parte semnificativă a acestui teritoriu a fost capturată de Imperiul Otoman, care a supus populația sârbă creștină unui proces de islamizare. Tipărirea cărților în limba sârbă a avut misiunea de a contribui la rezistența populației sârbe în fața islamizării și de a conserva identitatea națională a sârbilor ca dușmani interni ai Imperiului Otoman. Confruntați cu pericolul expansiunii teritoriale a Imperiului Otoman, Veneția și Vaticanul au tolerat într-o anumită măsură activitățile cultural-politice ale diasporei sârbești și tipărirea cărților srbulje.
Prima carte tipărită în versiunea sârbă a limbii slavone bisericești este Octoihul de la Cetinje (în sârbă Октоих) care are o importanță excepțională ca prima carte tipărită în limba sârbă. El a fost tipărit de ieromonahul Macarie în Tipografia Crnojević, înființată de principele Đurađ Crnojević în Principatul Zeta.
În cursul secolului al XVI-lea, srbulje au fost tipărite de multe alte tipografii, inclusiv de Tipografia sârbească din Veneția, Tipografia din Goražde, Tipografia mănăstirii Rujno etc. Majoritatea tipografiilor au fost înființate în spațiile care aparțineau bisericilor și mănăstirilor, ceea ce a fost perceput de unii cărturari ca o dovadă că Biserica Ortodoxă Sârbă obținea încă venituri semnificative, deși Serbia se afla sub dominația Imperiului Otoman. Otomanii s-au opus în general tipăririi cărților și în special cărților liturgice creștine. Potrivit unor autori, tipografiile au fost înființate în mod deliberat în spațiile unor biserici și mănăstiri îndepărtate, cum este cazul Tipografiei de la mănăstirea Mrkšina Crkva, Tipografiei de la mănăstirea Rujno și Tipografiei Goražde, pentru a-și ascunde activitățile de otomani.
Jerolim Zagurović și Vićenco Vuković au fost ultimii tipografi ai cărților srbulje. A existat o singură carte tipărită în 1638 la Veneția de Bartolomeo Ginami, dar aceasta a fost doar o reeditare a psaltirii cu ceaslov publicată de Zagurović în 1569.

## Colectarea desrbuljela începutul secolului al XIX-lea
La începutul secolului al XIX-lea, colecționarii din mai multe țări, printre care și Vuk Karadžić, au adunat cărțile srbulje pe care le-au găsit prin mănăstirile și bisericile sârbești. În Muntenegru și Herțegovina, această activitate a fost realizată de Vuk Popović (preot din Kotor) și Vuk Vrčević, în numele lui Vuk Karadžić. Vuk Popović a primit de la Vuk Karadžić cărți liturgice noi tipărite în limba sârbă și le-a schimbat cu srbulje. Cei trei Vuk (Karadžić, Popović și Vrčević) au colectat cu sprijinul cărturarilor ruși aproape toate srbulje-urile rămase în Muntenegru. Pe lângă cărțile adunate din Muntenegru, Vuk Karadžić a primit, de asemenea, srbulje din Dalmația, Zadar, Osijek, Sombor etc. De fiecare dată când călătorea în Serbia Karadžić folosea acel prilej pentru a vizita mănăstirile și a întocmi liste cu cărțile liturgice vechi ale acestora. Aceste activități nu au fost întotdeauna privite cu ochi buni de oamenii aflați în subordinea cneazului Miloš Obrenović din Kragujevac.

## Înlocuirea lor cu cărțile rusești
Influența cărților liturgice în limba rusă a început să se manifeste în 1726, atunci când profesori ruși, care au absolvit cursurile Academiei Moviliene din Kiev, au ajuns la școlile slavono-latino-grecești recent înființate la Carloviț. Pe baza regulilor monahale emise în 1733 de Vikentije Jovanović (mitropolitul de Carloviț), cărțile liturgice trebuiau scrise în limba rusă. La începutul secolului al XIX-lea srbulje au devenit rare, astfel încât bisericile au fost nevoite să importe și să utilizeze cărți liturgice în limba rusă. În anii 1830 srbulje au fost înlocuite cu cărți scrise în limba rusă.